# Fuharosok
A Fuharosok Esterházy Péter regénye, amelynek két szövegváltozata létezik. Az első 1983-ban jelent meg, a második 1986-ban, a Bevezetés a szépirodalomba című kötet részeként.

## A két szövegváltozat
Míg az 1983-as Fuharosok sorokba tördeltsége támogatja a szövegből egyébként is kikiáltó szabadverses olvasatot, a későbben megjelent mű tipográfiája inkább a szöveg prózaisága felé visz, és a (kis)regényként való kezelésére buzdít. Ezenkívül szövegbeli eltéréseket is találunk a két műalkotás között. Emellett a Bevezetés a szépirodalomba kötetben megjelent alkotás – pozíciója révén – megkívánja a szöveg más művekkel való együttolvasását. A két szöveg tehát semmiképpen nem azonos.

## Műfaj
A műfaj meghatározása eléggé problematikus. A szöveg külső tipográfiai képe, költői nyelvének ritmusa és lüktetése, ismétlődései, domináns képisége költeményre (szabadversre) vall. Azonban nem szabad elfelejtenünk, hogy a szerző a „regény” műfajmegjelöléssel látta el művét. A regényként való olvasást támasztja alá a mű hömpölygő eseménysora, a plasztikus alakformálás, a jellegzetes szimulált időmúlás, illetve a narráció. A szöveg drámaként, vagy inkább a három műnem határán álló balladaként való olvasási módja is felmerül a szakirodalomban, példaként említve a Fuharosok balladisztikus alakját vagy a lírai és epikai elemek együttes tobzódását. Balassa Péter a következőképpen nevezi meg az alkotás műfaját: „nagyregény strofikus zsugorításban.”

## Elbeszélő
A narrátor a mű fikciója szerint Zsófi, aki alapvetően retrospektív nézőpontból láttatja a vele történt eseményeket, a Fuharosok érkezésével kezdve a történetet. Amennyiben elfogadjuk, hogy a felnőtté válás folyamata is szerepet kap a műben, úgy egy felnőtt és egy tapasztalatlan narrátort is meg lehet különböztetni.

## Tér- és időkezelés
A történet időkezelése szimulált, nincs pontos időmegjelölés a műben. Egyfajta mitikus időkezelés is felkínálja magát a szövegben, talán egy mitikus szertartás idejében játszódnak az események. A tér szintén nehezen meghatározható. Fiktív tér lehet Zsófiék háza tája.

## Stílus
A szöveg stílusának töredékességét emeli ki a szakirodalom, mivel a mondatok gyakran megszakadnak a műben. Az egy-egy nagyobb gondolatfolyamon átívelő gigászi enjambement-ok is hasonló hatást keltenek, pont azáltal, hogy gyakran össze nem illő, ill. egymástól elhatárolódó gondolategységeket, illetve beszédmódokat fűznek össze. Az Esterházy-szövegekből kiérezhető hiányok (a szerző saját terminusa) is a töredezettséget erősítik.

## Intertextualitás a Fuharosokban
Marianna D. Birnbaum Esterházy Péterrel készített interjújából kiderül, hogy Esterházy alapvetően nem akarja, hogy az olvasó, illetve a kritikus felismerjen minden általa használt vendégszöveget. A szerző rossz költőktől is idéz, jó mondatokat. Amennyiben azonban minden idézet rejtve marad az olvasó elől, a mű egyes jelentésrétegei, kódrendszerei is rejtve maradnak. Az idézetek többféle funkciót betölthetnek a szövegben, például a példázatosság funkcióját.

## Szereplők

### Fuharosok
Balassa Péter Segédigék Esterházy Péter prózájáról című tanulmánykötetében többféle értelmezést nyújt az elnevezéssel kapcsolatosan. Megtudjuk, hogy a fuvaros szó régi, tájnyelvi alakjáról van szó, a h/v hiátustöltő szerepet visz. A szó hangalakját a következő szavakhoz hasonlítja, szöveghelyekkel is alátámasztva: farkas, furkós, furulyás, bugris, ótvaros, és a rejtett szemantikai háttérben a barbár szót véli fölfedezni. A szó értelmezése szempontjából fontos lehet, amire Szilasi László hívta fel a figyelmünket „Zsófia szüzessége” című tanulmányában: a Fuharos szóból éppen az az ék alakú betű hiányzik, ami a Lovag szó közepén megtalálható. Ezenkívül lehet, hogy  csupán egy költői játékról van szó: fuvaros azáltal válik fuharossá, hogy belép a költői nyelv világába.
Bármit jelöl is a név, a végén található többesjel mindenesetre jelentéssel bírhat. A fuharosok szó bármennyire is egyedi, a többes szám általánosít. Nem egy egyénről van szó, hanem egy meghatározhatatlan létszámú csoportról, ami félelmetessé és mitikussá növeli erejüket, mint ahogy kinézetük hasonlósága is. A Fuharosok többesszámbeli ereje politikai hatalmat is képviselhet.

#### Nővérek
Szerepük, helyzetük nehezen meghatározható a műben. Nehéz megmondani, hogy a fuharosok áldozatai lennének, vagy éppen női megfelelőjük. A többes szám, és ebből következően az egyénítés hiánya, valamint a nemiség kihangsúlyozása rokonítja őket a Fuharosokkal.

#### Zsófia
Zsófi áll a történet középpontjában. Ugyanakkor érdekes, hogy a mű címe a Fuharosokat állítja előtérbe. Másik neve: Hercegnő, Bolondkával (hasonlósági) viszonyban áll, megnyilatkozásaik retorikája, egyénítésük, tapasztalatlanságuk mind ezt támasztja alá. Zsófi kislány, aki a felnőtté válás határára kényszerül a regényben.

#### Marjonka
Zsófi anyja, aki szintén a nőiség egyik hangsúlyos pontján áll (asszonyi kövérség).

#### Grófnő
Okos, „világjárt” nőként neveződik meg a regényben.

## Lásd még a témáról
L'Homme Ilona, A lakodalom, Esterházy Péter: Fuharosok 
Szilasi László, Zsófia szüzessége, Esterházy Péter: Fuharosok 
Digitális Irodalmi Akadémia 